# Okręg wyborczy nr 70 do Senatu Rzeczypospolitej Polskiej
Okręg wyborczy nr 70 do Senatu Rzeczypospolitej Polskiej obejmuje obszar powiatów gliwickiego i tarnogórskiego oraz miasta na prawach powiatu Gliwic (województwo śląskie). Wybierany jest w nim 1 senator na zasadzie większości względnej.
Utworzony został w 2011 na podstawie Kodeksu wyborczego. Po raz pierwszy zorganizowano w nim wybory 9 października 2011. Wcześniej obszar okręgu nr 70 należał do okręgu nr 28.
Siedzibą okręgowej komisji wyborczej są Katowice.

## Reprezentanci okręgu
| Rok | Rok  | Senator                | Komitet wyborczy                           |
| --- | ---- | ---------------------- | ------------------------------------------ |
|     | 2011 | Maria Pańczyk-Pozdziej | Platforma Obywatelska RP                   |
|     | 2015 | Krystian Probierz      | Prawo i Sprawiedliwość                     |
|     | 2019 | Zygmunt Frankiewicz    | KKW Koalicja Obywatelska PO .N iPL Zieloni |
|     | 2023 | Zygmunt Frankiewicz    | KWW Zygmunt Frankiewicz-Pakt Senacki       |

## Wyniki wyborów
Symbolem „●” oznaczono senatorów ubiegających się o reelekcję.

### Wybory parlamentarne 2011
| Kandydat                                                                                      | Kandydat                 | Komitet wyborczy                           | Głosów | Głosów | Głosów |
| Kandydat                                                                                      | Kandydat                 | Komitet wyborczy                           | Liczba | %      | +/–    |
| --------------------------------------------------------------------------------------------- | ------------------------ | ------------------------------------------ | ------ | ------ | ------ |
|                                                                                               | Maria Pańczyk-Pozdziej ● | Platforma Obywatelska RP                   | 81 206 | 48,44  | –      |
|                                                                                               | Marek Berezowski         | Prawo i Sprawiedliwość                     | 36 701 | 21,89  | –      |
|                                                                                               | Zenon Lis                | KWW Autonomia Dla Ziemi Śląskiej           | 25 037 | 14,93  | –      |
|                                                                                               | Marek Goliszewski        | KWW Unia Prezydentów – Obywatele do Senatu | 24 696 | 14,73  | –      |
| Frekwencja: 48,69% Liczba głosów ważnych: 167 640 (97,24%) Źródło: Państwowa Komisja Wyborcza |                          |                                            |        |        |        |

● Maria Pańczyk-Poździej reprezentowała w Senacie VII kadencji (2007–2011) okręg nr 28.

### Wybory parlamentarne 2015
| Kandydat                                                                                      | Kandydat          | Komitet wyborczy           | Głosów | Głosów | Głosów |
| Kandydat                                                                                      | Kandydat          | Komitet wyborczy           | Liczba | %      | +/–    |
| --------------------------------------------------------------------------------------------- | ----------------- | -------------------------- | ------ | ------ | ------ |
|                                                                                               | Krystian Probierz | Prawo i Sprawiedliwość     | 61 271 | 35,27  | +13,38 |
|                                                                                               | Zbigniew Wygoda   | Platforma Obywatelska RP   | 53 245 | 30,65  | –17,79 |
|                                                                                               | Ewa Bobkowska     | Nowoczesna Ryszarda Petru  | 36 606 | 21,07  | –      |
|                                                                                               | Artur Maligłówka  | KWW Artura Maligłówki      | 13 724 | 7,90   | –      |
|                                                                                               | Cecylia Machulska | Polskie Stronnictwo Ludowe | 8 882  | 5,11   | –      |
| Frekwencja: 51,88% Liczba głosów ważnych: 173 728 (96,61%) Źródło: Państwowa Komisja Wyborcza |                   |                            |        |        |        |

### Wybory parlamentarne 2019
| Kandydat                                                                                      | Kandydat            | Komitet wyborczy                           | Głosów  | Głosów | Głosów |
| Kandydat                                                                                      | Kandydat            | Komitet wyborczy                           | Liczba  | %      | +/–    |
| --------------------------------------------------------------------------------------------- | ------------------- | ------------------------------------------ | ------- | ------ | ------ |
|                                                                                               | Zygmunt Frankiewicz | KKW Koalicja Obywatelska PO .N iPL Zieloni | 124 255 | 61,09  | +9,82  |
|                                                                                               | Krystian Probierz ● | Prawo i Sprawiedliwość                     | 79 131  | 38,91  | +3,64  |
| Frekwencja: 62,33% Liczba głosów ważnych: 203 386 (97,40%) Źródło: Państwowa Komisja Wyborcza |                     |                                            |         |        |        |

### Wybory parlamentarne 2023
| Kandydat                                                                                      | Kandydat              | Komitet wyborczy                     | Głosów  | Głosów | Głosów |
| Kandydat                                                                                      | Kandydat              | Komitet wyborczy                     | Liczba  | %      | +/–    |
| --------------------------------------------------------------------------------------------- | --------------------- | ------------------------------------ | ------- | ------ | ------ |
|                                                                                               | Zygmunt Frankiewicz ● | KWW Zygmunt Frankiewicz-Pakt Senacki | 157 302 | 67,78  | –      |
|                                                                                               | Łukasz Chmielewski    | Prawo i Sprawiedliwość               | 74 768  | 32,22  | –6,69  |
| Frekwencja: 74,52% Liczba głosów ważnych: 232 070 (96,58%) Źródło: Państwowa Komisja Wyborcza |                       |                                      |         |        |        |